# Альбін Кіллат
Альбін Кіллат (нім. Albin Killat, 1 січня 1961) — німецький стрибун у воду.
Учасник Олімпійських Ігор 1984, 1988, 1992 років.
Призер Чемпіонату світу з водних видів спорту 1991 року.
Чемпіон Європи з водних видів спорту 1987, 1991 років, призер 1985 року.